# باندولرو!
باندولرو! (انگلیسی: Bandolero!) (همچنین مشهور به صورت باندلرو!) فیلمی در ژانر وسترن، به کارگردانی اندرو مک لاگلن و بازیگری جیمز استوارت، دین مارتین، راکل ولش و جرج کندی محصول سال ۱۹۶۸ است.

## خلاصه فیلم
میس بیشاپ (جیمز استوارت) در گزارش به وال ورده تگزاس از اعدام قریب‌الوقوع برادرش، دی بیشاپ (دین مارتین)، از زبان مأمور اعدام باخبر می‌شود. پس با جا زدن خود به جای مأمور اعدام، برادر را آزاد کرده و با گروه او به سوی مکزیک می‌گریزند. کلانتر جولی جانسون (جرج کندی) نیز پیگیرانه در تعقیب آنهاست؛ چرا که آنها ماریا استونر (راکل ولش)، زن بیوه‌شده‌ای که کلانتر سخت به او علاقه دارد را به عنوان گروگان همراه خود برده‌اند…

## بازیگران
- جیمز استوارت در نقش میس بیشاپ (عزت‌الله مقبلی)
- دین مارتین در نقش دی بیشاپ (چنگیز جلیلوند)
- راکل ولش در نقش ماریا استونر (شهلا ناظریان)
- جرج کندی در نقش کلانتر جولی جانسون (فرشید فرزان)
- اندرو پرین در نقش معاون کلانتر (جلال مقامی)
- ویل گیر در نقش پاپ چنی (مازیار بازیاران)
- تام هیتون در نقش جو چنی (ناصر خاوری)
- شون مک کلوری در نقش رابی اوهارا (ریش) (نصرالله مدقالچی)
- دنور پیل در نقش کارتر بانکدار (عباس سلطانی)